# Język hula
Język hula, także: vula’a (a. vulaa), bula’a – język austronezyjski używany w Prowincji Centralnej w Papui-Nowej Gwinei. Według danych z 2000 roku posługuje się nim 3240 osób.
Tworzy sieć dialektów wraz z językiem keapara. A. Pawley (1976) i T.E. Dutton (1976) zaliczają hula do dialektów keapara.
Został opisany w postaci pracy z 1938 r. Jest zapisywany alfabetem łacińskim.